# Dawsonicyon
Dawsonicyon — вимерлий рід базальних хижоподібних, який існував у Вайомінгу, США, протягом середнього еоцену. Скам'янілості відомі з «Брідджера Б», місця розташування Блек-Форк, члена формації Бриджер, і включає майже повний скелет (голотип DMNH 19585).